# 拔婆跋摩一世
拔婆跋摩一世 Bhavavarman I  （活动时期6世纪末）柬埔寨真腊王国的建立者（？—598年以后）。他使真腊国家摆脱扶南的控制，并最终合并了扶南。
拔婆跋摩一世是名叫毗罗跋摩的真腊王公的儿子，据说他的祖父名叫萨婆跋摩。据中国史书隋书记载，拔婆跋摩一世的姓氏是刹利氏。拔婆跋摩一世的父亲是业已衰落的东南亚霸主国扶南的藩属之一。
在扶南因王位继承问题发生内讧后，拔婆跋摩一世与弟弟质多斯那（即摩诃因陀罗跋摩）发起反对扶南统治的活动，并要求得到扶南王位。他的弟弟质多斯那可能在这场运动中是实际的领导者和统帅。在获得王位后，拔婆跋摩一世与一位甘旁—弥拉王朝的公主结婚。
拔婆跋摩一世的名字意为“受湿婆保护的人”，从而表明了那个时代中南半岛普遍的婆罗门教信仰。已经发现了一座拔婆跋摩一世为纪念一处林伽的建成而树立的碑铭，上面的日期表明他至少统治到598年。
| 前任： 留陀跋摩 （扶南国王） | 柬埔寨君主 | 继任： 摩诃因陀罗跋摩 （真腊国王） |